# 키다다 존스
키다다 존스(Kidada Jones, 1974년 3월 22일 ~ )는 미국의 배우, 패션 디자이너이다.

## 영화
- 엠파이어 (2002년)
- 더 인턴 (2000년)
- 틱커 댄 워터 (1999년)
- 패컬티 (1998년)
- 리슨 업: 더 리브스 오브 퀸시 존스 (1990년) - 본인 역